# Армавирский белоголовый космач
```
По признаку оперения головы — существуют с чубом и без чуба. Все голуби с сильно оперёнными ногами от 10 см как минимум и до 16 см а также наличием на ногах ястребиных перьев (более длинные космы только  у Северокавказских космачей), по масти жёлтые, красные, темно-вишневые, воробьиные и горелые с едва различимым жёлтым или красным оттенком. Цвет насыщенный, с улавливаемым малиновым оттенком по жёлтому и красному цвету. Имеется микротональный оттенок между грудью и щитками крыльев. Существует аббревиатура — лысые, вместо белоголовые. Надо заметить что, это относится к цвету головы, а не к отсутствию чуба. Внешний вид птиц создаёт впечатление гармонично сложенного, крупного голубя на высоких ногах, с гордой осанкой.
```

Порода была очень популярна и многочисленна. Однако за последние годы голубей осталось очень мало. Много птиц вывезено из страны в ближнее и дальнее зарубежье. Голуби популярны у голубеводов Северного Кавказа, голубеводов Крыма и голубеводов Северного Казахстана. Приверженцами развода по другим регионам бывшего советского постпространства данной породы как правило остались бывшие жители Северного Кавказа а также народности Армянской и Татарской национальностей.

## Полет
Полёт в среднем  до 1 часа на средней высоте — от 50 м до 100 м, медленный с легким наплывом, при бое птица входит в вертикальный столб до 10 м с боем от 1 до 3 раз, при посадке столбовой спуск с боем от 2 до 5 переворотов, бой сухой не размазанный и громкий — и все это в зависимости от частоты тренировок молодой птицы и индивидуальности каждой из особей. В настоящее время из-за редкости данной птицы (надо учесть, что даже в цветовом стандарте у этой птицы удерживается множество допусков, которые не идут ни в какие сравнениях с другой породой, а в частности — голова, количество белых первичных маховых перьев крыла, оперение ног, оперение хвоста, цвет брюшка, структура крыла — в части превышения 8, 9 и 10 пера первичных маховых перьев над спиною и т.п),  а в свою очередь как следствие редкости, это дороговизна. Содержание её в большей степени стало вольерным, что сказывается на летных и бойных качествах. Но имея в своей голубятне данную породу даже без гона, умиления хозяина нету предела, уже даже по красоте данной птицы, а если это ещё и сопровождено устойчивым одно-двух разовым боем на высоте до 2-х метров — это непередаваемый трепет сердца.

## Содержание
В последнее время Армавирцы стали в большей своей массе чисто декоративными, и содержание их вольерное. Но к условиям содержания неприхотливы, хорошо высиживают и выкармливают птенцов. Для их содержания необходим большой и сухой питомник, из расчета не менее 1м2 на одну пару голубей и в период размножения следует подрезать космы на ногах длиной не более 5 см.

### Стандарт на Армавирских белоголовых космачей
- Происхождение:  -  Московия, Краснодарский край, г. Армавир

- Внешний вид: - сильные, гордые, гармонично сложенные, длина 34 - 37 см, длинноклювые.

- Голова: - сухая, продолговатая, гладкая или чубатая, темя плоское, чуб раковиннобразный, переходящий в  гриву.
- Глаза: - чёрные.
- Веко: - белое.
- Клюв: - белый, тонкий, длинный, прямой, на кончике слегка загнут, длина 23-25 мм, измеряя от угла рта до конца клюва.
- Надклювье и подклювье: - белые, с телесным оттенком.
- Восковица: - гладкая, белая, слаборазвитая.
- Шея: - средней длины, с лёгким изгибом.
- Грудь: - слегка выпуклая, средней ширины.
- Спина: - в плечах широкая длинная, с крыльями слегка спадающими к хвосту.
- Туловище: - корпус удлинённый, пропорционален росту, слегка покатый.
- Крылья: - длинные, плотно прижатые, сходятся у конца хвоста и лежат на нём. При сомкнутом крыле над крылом над корпусом выступают 10, 9, 8-е маховые перья первого порядка.
- Хвост: - сомкнутый, состоит из 12 широких рулевых перьев. Особенность — концы перьев хвоста полукруглые, в отличие от других пород голубей Краснодарского края, что уже дает возможность определения птицы к принадлежности данной породы.
- Ноги: - голуби с сильно оперенными ногами "космами". Перья в ногах достигают 8 - 12 см, плотно собраны и расположены от ног в стороны  и назад по кругу, имея форму как бы перевёрнутой тарелки. Имеют "штаны" - ястребиные перья.
- Масть:  - основное оперение красное, темно-вишневое, жёлтое, серое (воробьиная масть), горелое (чёрные с ржавым отливом). Белые: - голова 15 - 20 мм, первичные маховые перья с 6 по 8 в симметрии (у чубатых) и с 7 по 9 в симметрии (у безчубых), космы, репица "кубро" (размер не нормируется). Жесткие требования к цветовой гамме основного оперения не предъявляются.

- Цвет и рисунок: - Цветовое оперение должно быть насыщенным и перья по кромке должны иметь более темный цвет (чешуйчатость).
- Лет: - умеренный и плавный, со спокойным выходом в столб, после чего следуют резкие кувырки с характерными щелчками - "боем". Каждый выход в "столб" голуби делают индивидуально или несколько штук в стае. Полет продолжительностью до 1 часа.
- Мелкие  недостатки: - чуб не раковиннобразный и не переходит в гриву; белых маховых перьев первого порядка менее 6; асимметрия белых маховых перьев 6:7, 7:8, 8:9.
- Грубые недостатки:  - пестрота головы, хвоста, крыльев; разноглазие ( другие цвета глаз кроме чёрного), не допускается цвет века любой кроме белого и слегка жёлтого;  с длинной клюва меньшей или большей, чем указана в данном стандарте, красные космы больше половины ширины; белые "штаны", в хвосте  белые перья; или радуга в хвосте"космы" меньше 8 см; "шпоры" меньше 6 см; низкий обрез головы - ниже 30 мм и «галстук», белое брюшко более 30 мм (не затянутое) и более 4-х белых перьев в подхвостнике; чуб со стороны головы белого цвета.